# Кінороб
«Кінорóб» (англ. Kinorob) — українська кіностудія, що спеціалізується на виробництві повнометражних художніх кінопрокатних фільмів та телесеріалів. Компанія Kinorob спеціалізується на виробництві українських та іноземних ко-продукційних кінопроєктів за оригінальними сценаріями та за мотивами відомих літературних творів.

## Кінофільми та телесеріали
Станом на 2021 рік кіностудія виробила такі фільми та серіали:
| Українськомовна назва        | Оригінальна назва                              | Мова діалогів | Українськомовна локалізація | Дата прем'єри у кінопрокаті (прокатник) | Дата прем'єри на телебаченні (телеканал)                 | Тип | Примітки                                                          |
| ---------------------------- | ---------------------------------------------- | ------------- | --------------------------- | --------------------------------------- | -------------------------------------------------------- | --- | ----------------------------------------------------------------- |
| Незламна                     | рос. Битва за Севастополь                      | російська     | дубляж, PP                  | 2 квітня 2015 (UFD)                     | 9 травня 2015 (Пєрвий канал) 9 травня 2015 (ТРК Україна) | хф  | Існує також 4-серійна мінісеріальна версія                        |
| Сторожова застава            | Н/Д                                            | українська    | частковий дубляж, PP        | 12 жовтня 2017 (UFD)                    | 14 квітня 2018 (Новий канал)                             | хф  | Існує також 4-серійна мінісеріальна версія                        |
| Ціна правди                  | англ. Mr Jones                                 | англійська    | дубляж, PP                  | 28 листопада 2019 (UFD)                 | 28 лист. 2020 (ТРК Україна)                              | хф  |                                                                   |
| Поліна і таємниця кіностудії | фр. Polina et le mystère d'un studio de cinéma | французька    | дубляж, PP                  | 22 серпня 2019 (MMD UA)                 | 4 січня 2021 (1+1)                                       | хф  |                                                                   |
| Захар Беркут                 | англ. The Rising Hawk                          | англійська    | дубляж, PP                  | 10 жовтня 2019 (MMD UA)                 | 14 жовтня 2020 (ТРК Україна)                             | хф  |                                                                   |
| Пульс                        | Н/Д                                            | українська    | Н/Д                         | 22 липня 2021 (KFD)                     | 29 серпня 2021 (1+1)                                     | хф  | перша повністю українськомовна-в-оригіналі художня стрічка студії |
| Моя улюблена Страшко         | Н/Д                                            | українська    | Н/Д                         | Н/Д                                     | 30 серпня 2021 (1+1)                                     | тс  | перший повністю українськомовний-в-оригіналі телесеріал студії    |
| Зірки за обміном             | Н/Д                                            | українська    | Н/Д                         | 1 січня 2022 (KFD)                      | TBA 2022 (1+1)                                           | хф  |                                                                   |
| Анна Київська                | фр. Anna de Kyiv                               | французька    | дубляж, PP                  | TBA                                     | TBA                                                      | хф  |                                                                   |